# Arquitetura da Idade Média
A arquitetura medieval, da arquitectura bizantina, misturado à cultura artística bárbara do norte da europa, à arquitectura gótica, foi principalmente influenciada pelo recrudescimento das cidades e a ascensão da Igreja Católica. À medida que o poder secular submetia-se ao poder papal, passava a ser a Igreja que detinha o capital necessário ao desenvolvimento das grandes obras arquitetônicas. A tecnologia do período desenvolveu-se principalmente na construção das catedrais, estando o conhecimento tectônico sob o controle das corporações de ofícios.
Estende-se aproximadamente desde a queda do Império Romano - c. 300 - até o início do renascimento, por volta de 1400, divide-se geralmente em três períodos, determinados pela sua arquitetura - cristã primitiva, românico e gótico -, mas o longo período gótico (c.1150-1400) foi de constante desenvolvimento. Alguns dos exemplos mais antigos da arte primitiva encontram-se nas catacumbas, ou criptas funerárias, nos subterrâneos de Roma. Após a Idade das Trevas e o primeiro mkilénio, a arte e a arquitetura despontaram, como o próprio nume sugere, baseadas essencialmente em precedentes romanos.

Durante praticamente todo o período medieval, a figura do arquiteto como sendo o criador solitário do espaço arquitetônico e da construção, não existe. A construção das catedrais, principal esforço construtivo da época, é acompanhada por toda a população e insere-se na vida da comunidade ao seu redor. O conhecimento construtivo é guardado pelas corporações, as quais reuniam dezenas de mestres-de-obras os arquitetos de fato que conduziam a execução das obras mas também as elaboravam.

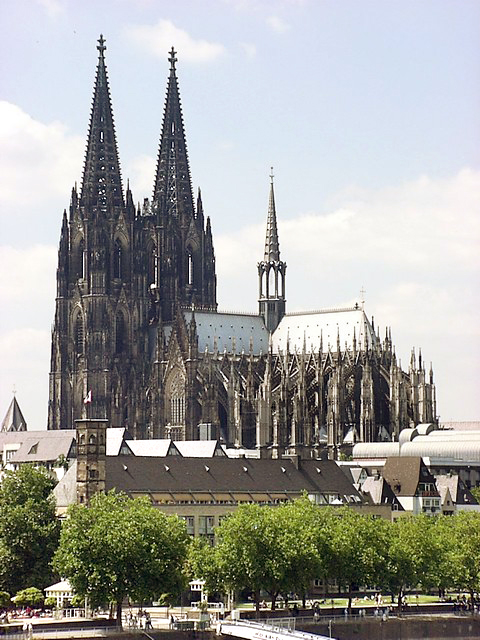
Catedral de Colónia, em Colónia, na Alemanha.

A Cristandade definiu uma visão de mundo novo, que não só submetia a vontade humana aos desígnios divinos como esperava que o indivíduo buscasse o divino. Em um primeiro momento, e devido às limitações técnicas, a concepção do espaço arquitetônico dos templos volta-se ao centro, segundo um eixo que incita ao percurso. Mais tarde, com o desenvolvimento da arquitetura gótica, busca-se alcançar os céus através da indução da perspectiva para o alto.

## Estilos
O período medieval pode ser dividido em três fases distintas no campo arquitetónico.

### Pré-Românico

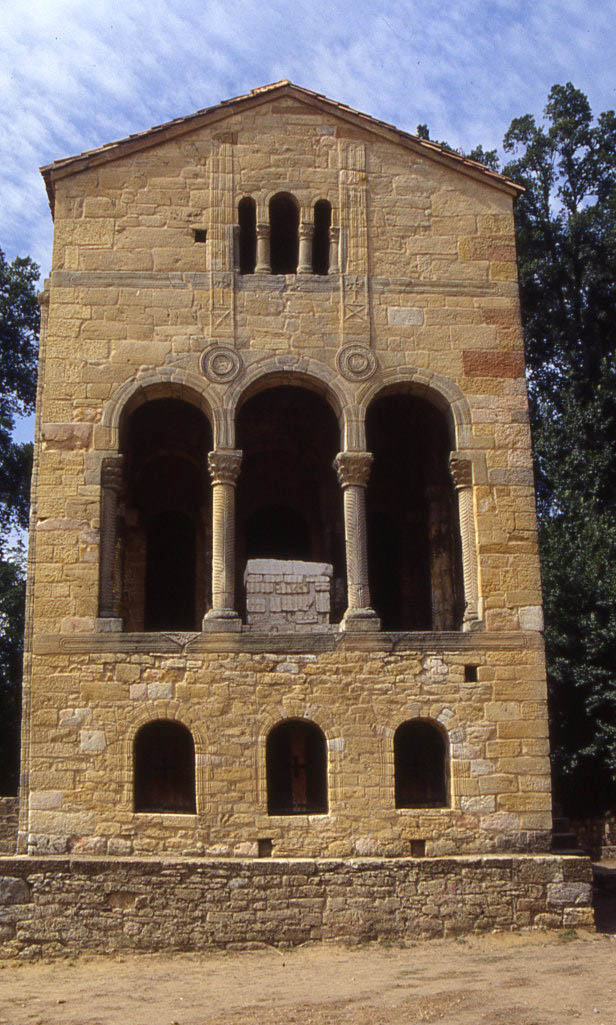
Arquitetura secular do início da Idade Média em estilo pré-românico espanhol: o palácio de Santa María del Naranco, c.850.

Sob este termo, tende-se a incluir toda a arquitetura europeia, a partir das primeiras conquistas cristãs do final do Império Romano, até ao renascimento românico. Assim sendo, inclui arquitetura paleocristã, merovíngia, carolíngia, otoniana e protorromânico. Embora estes termos sejam debatidos e não aceites por todos os historiadores, têm a qualidade de servir como subdivisões úteis para nos ajudar a situar na época. Considerações que entram na história de cada período incluem tendências classicizantes e modernizantes, elementos italianos (vestígios de Roma) versus elementos do norte, efeitos espanhóis e árabes, e o Império Bizantino, e sobretudo os efeitos das políticas de reis, imperadores e papas.

O período pré-românico na arte europeia enquadra-se desde o aparecimento do reino merovíngio por volta de 500 d.C., ou do renascimento Carolíngio no final do século VIII, até ao início do período românico no século XI.
O tema principal durante este período é a introdução e absorção das formas clássicas mediterrânicas e paleocristãs pelas formas germânicas, o que fomentou novas formas inovadoras. Isto, por sua vez, levou ao aparecimento da arte românica no século XI. No contexto da arte medieval, foi precedida pelo que é vulgarmente chamado de arte do Período Migratório dos povos "bárbaros": hiberno-saxónica nas Ilhas Britânicas e predominantemente merovíngia no continente.
Na maior parte da Europa Ocidental, a tradição arquitectónica romana sobreviveu ao colapso do império. Os merovíngios (francos) continuaram a construir grandes edifícios de pedra, como mosteiros igrejas e palácios.
A unificação do reino franco sob Clóvis I (465-511) e dos seus sucessores correspondeu à necessidade de construção de igrejas, especialmente igrejas monásticas, dado que estas eram agora os centros de poder da igreja merovíngia. Duzentos mosteiros existiam a sul do Loire quando São Columbano, um missionário irlandês, chegou à Europa em 585. Apenas 100 anos depois, no final do século VII, mais de 400 deles floresciam somente no reino merovíngio. As plantas dos edifícios davam frequentemente continuidade à tradição das basílicas romanas.
Muitas plantas merovíngias foram reconstruídas a partir da arqueologia. A descrição em História dos Francos de Bispo Gregório de Tours da basílica de Saint-Martin, construída em Tours por São Perpétuo (bispo 460–490) no início do período e na época na fronteira do território franco, dá motivos para lamentar o desaparecimento deste edifício, uma das mais belas igrejas merovíngias, que ele diz ter 120 colunas de mármore, torres na extremidade leste e vários mosaicos: "Saint-Martin exibiu a ênfase vertical e a combinação de unidades de bloco formando um espaço interno complexo e a silhueta externa correspondentemente rica, que seriam as marcas do românico". 
A dinastia merovíngia foi substituída pela dinastia carolíngia em 752 d.C., o que levou à arquitetura carolíngia de 780 a 900, e à arquitetura otoniana no Sacro Império Romano de meados do século X até meados do século XI. Estas sucessivas dinastias francas contribuíram significativamente para a arquitetura românica.

### Românico
O românico, predominante na Europa medieval do século XI ao século XII, é considerado o primeiro estilo pan-europeu e podem ser encontrados exemplos do mesmo em todas as partes do continente. O termo não é contemporâneo da arte que descreve, mas antes uma invenção da crítica moderna baseada no estilo e nos materiais utilizados pelos romanos, de quem se supunha tratar-se de um modelo renovado. Muitos, no entanto, consideram-no uma continuação da linha bizantina. As características típicas deste estilo são: arcos redondos ou ligeiramente pontiagudos, abóbadas de berço, pilares pesados e frequentemente cruciformes que suportam as abóbadas, capitéis esculpidos em desacordo com as ordens clássicas.
A arquitetura românica é um estilo arquitectónico da Europa medieval que foi predominante nos séculos XI e XII. O estilo acabou por se desenvolver na arquitectura gótica com o formato dos arcos a fornecer uma distinção simples: o românico é caracterizado por arcos de volta perfeita, enquanto o gótico é marcado pelos arcos ogivais. O românico surgiu quase simultaneamente em vários países da Europa Ocidental; os seus exemplos podem ser encontrados por todo o continente, tornando-se o primeiro estilo arquitetónico pan-europeu desde a arquitetura imperial romana. Tal como o gótico, o nome do estilo foi transferido para a arte românica contemporânea.
Combinando características da arquitetura romana antiga e dos edifícios bizantinos e outras tradições locais, a arquitetura românica é conhecida pela sua solidez, paredes espessas, arcos redondos, pilares robustos, abóbadas de berço, grandes torres e arcadas decorativas. Cada edifício possui formas claramente definidas, frequentemente de planta muito regular e simétrica. A aparência geral é de simplicidade quando comparada com as construções góticas que se seguiram. O estilo pode ser identificado em toda a Europa, apesar das características regionais e dos diferentes materiais.
Muitos castelos foram construídos durante este período, mas são em grande parte superados em número pelas igrejas. As mais significativas são as grandes abadias, muitas das quais ainda estão de pé, mais ou menos completas e frequentemente em uso. À enorme quantidade de igrejas construídas no período românico sucedeu o período ainda mais movimentado da arquitectura gótica, que reconstruiu parcial ou totalmente a maioria das igrejas românicas em zonas prósperas como a Inglaterra e Portugal. Os maiores grupos de sobreviventes do românico encontram-se em áreas menos prósperas em períodos subsequentes, incluindo partes do sul de França, Espanha rural, Portugal rural e Itália rural. Remanescências de casas e palácios não fortificados românicos seculares, e de alojamentos de mosteiros são muito mais raras, mas estes usaram e adaptaram as características encontradas em edifícios de igrejas, à escala doméstica.

### Gótico
Os primeiros elementos da arquitetura gótica surgiram numa série de projetos ainda românicos entre os séculos XI e XII, particularmente na região da Île de France, e foram inicialmente combinados de forma a tornarem-se distintamente góticos, mesmo que não abertamente à primeira vista, como na Catedral Basílica de Saint-Dénis do século XII em Saint-Denis, no subúrbio de Paris. O estilo gótico é caracterizado por uma verticalidade acentuada, com estruturas de pedra quase reduzidas a um esqueleto e grandes superfícies de vidro (uma tendência que se intensificará ao longo dos séculos até ao gótico radiante), paredes finas suportadas externamente por contrafortes, arcos ogivais, pináculos e pináculos, abóbadas nervuradas e colunas agrupadas. Os grandes vitrais são vitrais coloridos com histórias da Bíblia e da vidas de santos e reis.